# 타지마 쇼고
타지마 장고 (田島　将吾, 1998년10월13일 - )는 일본의 아이돌이다. 남성 아이돌 그룹 INI의 멤버이다. 도쿄도 출신이고, LAPONE 엔터테인먼트 소속이다.